# Trittenheim
Trittenheim est une municipalité allemande située dans le land de Rhénanie-Palatinat et l'arrondissement de Trèves-Sarrebourg.

## Personnalités liées à la commune
- Jean Trithème (1462-1516), moine bénédictin célèbre pour ses travaux de cryptologie et d'occultisme. Il s'appelait en fait Johannes von Heidenberg et sa désignation comme Trithemius vient de sa naissance à Trittenheim.